# Discografia di Leo Gassmann
La discografia di Leo Gassmann, cantautore e attore italiano, è costituita da due album in studio, una colonna sonora, diciassette singoli e sedici video musicali, pubblicati dal 2018.

## Album

### Album in studio
| Anno | Titolo | Classifiche |
| Anno | Titolo | ITA         |
| ---- | --- | ----------- |
| 2020 | Strike - Pubblicato: 7 febbraio 2020 - Etichetta: Universal Music Italia - Formati: CD, download digitale, streaming                         | 36          |
| 2023 | La strada per Agartha - Pubblicato: 24 febbraio 2023 - Etichetta: Virgin, Universal Music Italia - Formati: CD, download digitale, streaming | 64          |

### Colonne sonore
| Anno | Titolo |
| ---- | --- |
| 2024 | Califano (Original Motion Picture Soundtrack) - Pubblicato: 11 febbraio 2024 - Etichetta: Greemboo Production, Universal Music Italia - Formati: Download digitale, streaming |

## Singoli
| Anno                                                         | Titolo                                     | Classifiche | Certificazioni        | Unità      | Album di provenienza |
| Anno                                                         | Titolo                                     | ITA         | Certificazioni        | Unità      | Album di provenienza |
| ------------------------------------------------------------ | ------------------------------------------ | ----------- | --------------------- | ---------- | -------------------- |
| 2018                                                         | Piume                                      | 18          |                       |            | /                    |
| 2019                                                         | Cosa sarà di noi?                          | —           | Strike                |            |                      |
| 2019                                                         | Dimmi dove sei                             | —           | Strike                |            |                      |
| 2019                                                         | Vai bene così                              | 18          | Strike                |            |                      |
| 2020                                                         | Maleducato                                 | —           | Strike                |            |                      |
| 2020                                                         | Mr. Fonda                                  | —           | Strike                |            |                      |
| 2021                                                         | Down                                       | —           | /                     |            |                      |
| 2022                                                         | La mia libertà                             | —           | La strada per Agartha |            |                      |
| 2022                                                         | Lunedì (feat. L'ennesimo)                  | —           | La strada per Agartha |            |                      |
| 2023                                                         | Terzo cuore                                | 28          | La strada per Agartha | - ITA: Oro | - ITA: 50 000+       |
| 2023                                                         | Volo rovescio                              | —           | La strada per Agartha |            |                      |
| 2023                                                         | Capiscimi                                  | —           | La strada per Agartha |            |                      |
| 2023                                                         | Dammi un bacio ja'                         | —           | /                     |            |                      |
| 2024                                                         | Take That                                  | —           | /                     |            |                      |
| 2024                                                         | A cosa serve l'estate (con Svegliaginevra) | —           | /                     |            |                      |
| 2025                                                         | E poi sei arrivata tu                      | —           | /                     |            |                      |
| 2025                                                         | Free drink                                 | —           | /                     |            |                      |
| "—" indica una pubblicazione non classificata in quel paese. |                                            |             |                       |            |                      |

## Video musicali
| Anno | Titolo                | Regista/i                                 |
| ---- | --------------------- | ----------------------------------------- |
| 2018 | Piume                 | Edoardo Palma                             |
| 2019 | Cosa sarà di noi?     | Riccardo Cesaretti                        |
| 2019 | Dimmi dove sei        | Riccardo Cesaretti                        |
| 2019 | Vai bene così         | Jamie Robert Othieno                      |
| 2020 | Maleducato            | Leo Gassmann e Jamie Robert Othieno       |
| 2020 | Mr. Fonda             | Leo Gassmann                              |
| 2021 | Down                  | Simone Mastronardi                        |
| 2022 | La mia libertà        | Leo Gassmann                              |
| 2022 | Lunedì                | Leo Gassmann, Traven Thomas e Giggs Kgole |
| 2023 | Terzo cuore           | Asia J. Lanni e Nicola Bussei             |
| 2023 | Volo rovescio         | Davide De Meo                             |
| 2023 | Capiscimi             | Davide De Meo                             |
| 2023 | Dammi un bacio ja'    | Giampiero Gratta                          |
| 2024 | Take That             | Vincenzo Mauro                            |
| 2025 | E poi sei arrivata tu | Vincenzo Mauro                            |
| 2025 | Free drink            | Vincenzo Mauro                            |